# Michel Dantin
Michel Dantin (ur. 15 stycznia 1960 w Lyonie) – francuski polityk i urzędnik państwowy, poseł do Parlamentu Europejskiego VII i VIII kadencji.

## Życiorys
Kształcił się w zakresie nauk rolniczych. Pracował w federacji związków pracowników rolnych (Fédération Nationale des Syndicats d'Exploitants d'Agricoles). Od 1983 wybierany do rady miejskiej Chambéry. W latach 1985–1998 był radnym departamentu Sabaudia, pełnił m.in. funkcję wiceprzewodniczącego rady generalnej. Działał w gaullistowskim Zgromadzeniu na rzecz Republiki, z którym przystąpił do Unii na rzecz Ruchu Ludowego.
Przez kilka lat (od 2002 do 2009) był doradcą ds. zarządzania w gabinetach ministrów Hervégo Gaymarda, Dominique’a Bussereau i Michela Barniera. W 2008 został prezesem jednej z agencji wodnych (Agence de l'eau).
W wyborach w 2009 kandydował z szóstego miejsca na liście koalicji prezydenckiej w okręgu południowo-wschodnim. Komitet ten uzyskał pięć miejsc poselskich, mandat deputowanego Michel Dantin zdobył po rezygnacji Nory Berra, powołanej w skład rządu. W PE VII kadencji przystąpił do grupy Europejskiej Partii Ludowej, został też członkiem Komisji Rolnictwa i Rozwoju Wsi. Gdy Nora Berra zdecydowała się zasiąść w PE, Michel Dantin złożył formalnie mandat 15 czerwca 2012, po czym już dwa dni później objął go ponownie, zastępując Damiena Abada. W 2014 wygrał wybory na urząd mera Chambéry, funkcję tę pełnił do 2020. Również w 2014 zapewnił sobie europarlamentarną reelekcję, zasiadając w PE do 2019.